# スクリーン・プロセス

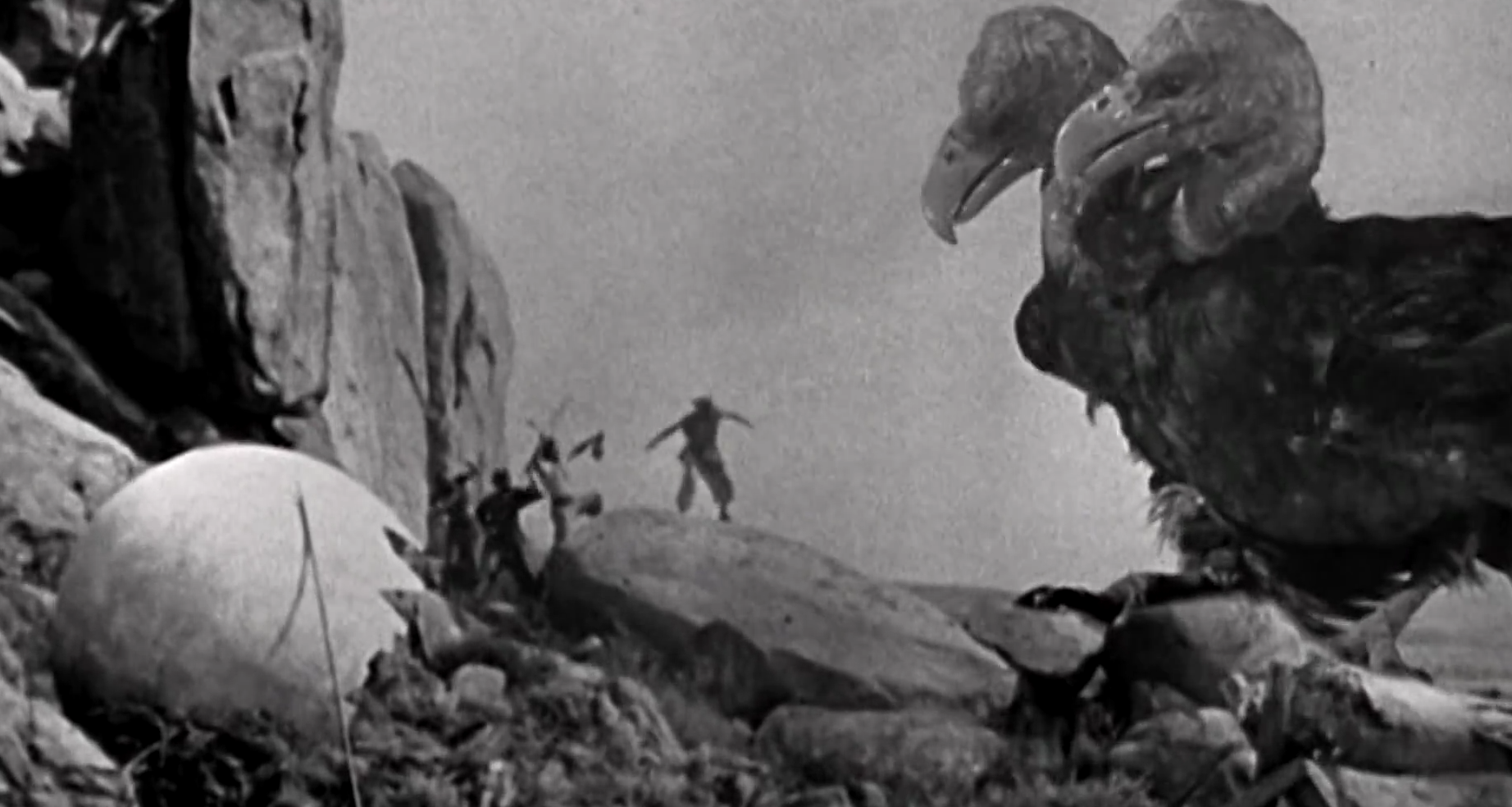
リア・プロジェクションによってロック鳥のストップモーション・モデルに背景を合成（シンドバッド七回目の航海）

スクリーン・プロセス (screen process) は、映画やテレビにおける特撮技術の一つ。プロジェクター合成ともいう。
映像を投影したスクリーンの前で俳優が演技を行う。投影方式の違いにより、リアプロジェクションとフロントプロジェクトの2種類がある。

## リアプロジェクション

### フィルム映画時代

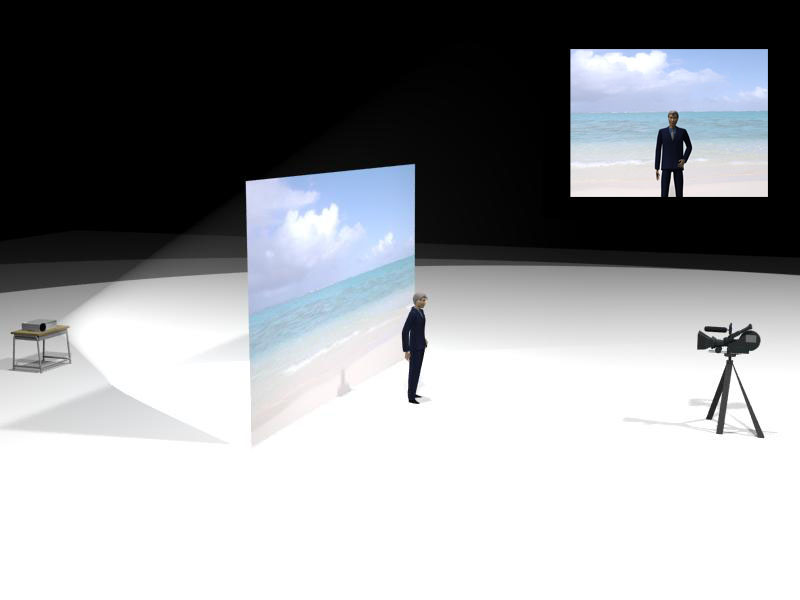
リア・プロジェクション
右上のイメージが撮影カメラからの映像

演技する俳優の背後に専用のリアタイプ・スクリーンを設置し、スクリーンの裏側から別に撮影した映像を映写機で投影しつつ、スクリーン前の俳優演技を同時に撮影する技法。スクリーンに投射された映像が南極であれば、あたかも俳優が南極で演技しているかのように見える。画面中央が明るくなってしまうホットスポット現象回避のため、スクリーンと映写機の距離は多くとる必要があり、大きなスタジオを必要とする。また、レジストレーションが安定した特殊な映写機とカメラのシャッター同期が不可欠で、初期にはシャフトドライブで機械的に連結したり、セルシンモーターで電気的に同期させた。現在は電子制御で同期させる。
高コントラストで微粒子の結果を望む場合、スクリーン素材はトレーシングペーパーやスリガラスのような見た目が白いものではなく、“ポラコート”（商品名）などのようなニュートラルグレーに着色されたマット質感のものを使う。カメラ側被写体のための照明が干渉し、投射映像のコントラストが低下することを防ぐためである。乗り物のコックピットの場面など、スクリーンとカメラの間に入るものの面積が多い場合に適する。
レイ・ハリーハウゼンのダイナメーション（コマ撮りアニメ）などの背景にも使われており、実写とアニメーション素材の合成に使われることも多かった。コマ撮りの際には、オプチカル・プリンターに使われるレジストレーションピンを内蔵した合成用のカメラと同精度のプロジェクターを使用し、投影光量は十分に小さくする。コマ撮りでは投影映像フィルム1コマの映写時間が極端に長くなり、光熱負荷によるフィルムの変性が無視できないからである。変性してカーリングすると、投射映像のフォーカスも変化してしまう。
モノクロ映画時代の過去の技術と思われがちだが、『ブルーサンダー』のコックピットのシーンで風防やヘルメットのバイザーに写り込む効果を狙って使われたほか、特にジェームズ・キャメロンはリアプロジェクションを好んで多用していた。特殊な使われ方として、『アビス』の小型潜行艇のミニチュアに超小型プロジェクターを仕込んで潜行艇の球状の窓に見える乗員を表現している。

### バーチャルプロダクション
デジタル合成のほうが自由度と結果が良く設備も不要であることから、ほとんど使われることはなくなっていたが、高輝度かつ高精細のLEDマトリックスアレイ（LEDウォール）の登場により、Unreal Engineなどリアルタイム処理が可能なゲームエンジンと組み合わせ、背景画像を映写ではなく発光素子であるLEDマトリックスアレイに直接送って背景画像を描画するバーチャルプロダクション（インカメラVFX）が利用されるようになった。
利点としては映像作品において3DCGと合成する際、役者が演じやすいことなども含めクロマキー合成よりも自然に仕上がる点がある。カメラ・被写体・背景画像の三次元関係をリアルタイムで計算し（マッチムーブ）、カメラ位置に合わせた背景画像をLEDウォールに描画することで、カメラワークに対して自然な背景画像の移動および、カメラレンズの焦点位置に制約されない自由なカメラワークを可能にした。
複数をLEDウォールを組み合わせることも可能で、曲面で構成された大型の製品も登場している。また室内の壁面をLEDウォールで覆った専用スタジオも登場している。

### ボリュメトリックキャプチャ
被写体を多数のカメラで撮影し3DCG化することで、撮影後にカメラワークや照明を設定できる「ボリュメトリックキャプチャ」と呼ばれる手法も開発されており、専用スタジオも登場している。

## フロントプロジェクション

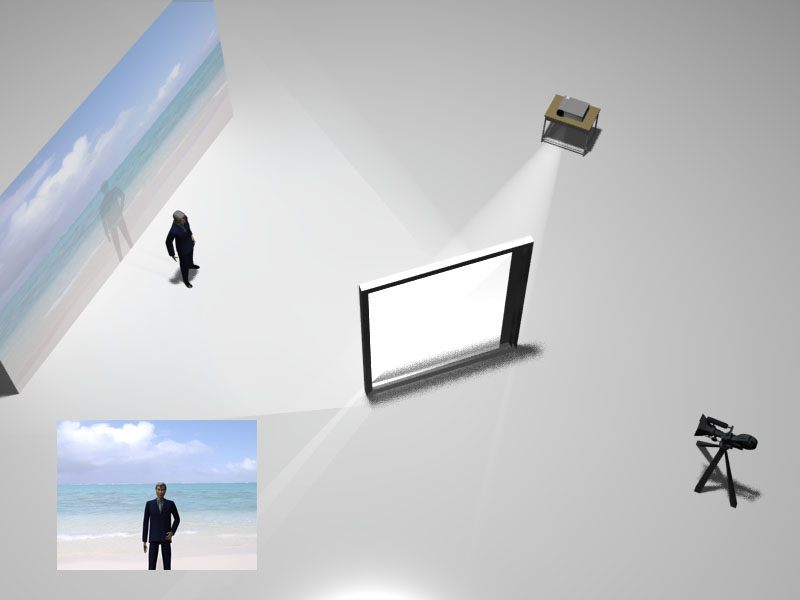
フロント・プロジェクション
スクリーンカメラとの中央にハーフミラーを設置することで光軸を一致させる。左下のイメージがカメラからの映像

演技する俳優の背後に専用のスクリーンを設置し、カメラと映写機の一体となった特殊な装置で、別に撮影した映像をカメラの位置から投射しつつ、手前の俳優の演技と同時に撮影する方法。カメラと映写機の光軸が一致しているので、俳優の身体に遮られてスクリーン上にできた影はカメラには映らない。リアプロジェクションと違い、大きな背景の投影に向いており、ホットスポット（中央が明るく見える光源ムラ）が出にくい。プロジェクターの光軸に対して1度でもずれると反射光量が激減するため、パンやティルトはできないとされている（原則はフィックス）が、光軸からずれることのないノーダルポイントを中心に旋回するヘッドを使えば可能となる。
スクリーンには、映写機から投影された光をそのままの方向に集中して反射する特殊なものが使われる。これは、交通標識などの反射材としても使われる商品「スコッチライト」と原理的に同じだが、マイクロガラスビーズがむき出しの3M社製露出レンズ型再帰性反射スクリーン、ハイゲイン7610が使われる。『2001年宇宙の旅』以前にも使われていたが、この作品で実用化された。
俳優の身体にも背景用の画像が投射されてしまうが、非常に強いスクリーン反射輝度に露出を合わせると、俳優などの露出は極端にアンダーになってしまう（ちょうどシルエットのような状態だが、わずかに投影された映像は見える）。そのスクリーン輝度に負けない照明を与えてやると、結果的に俳優にも投影されている背景映像はかき消されてしまう。俳優などが面積が少ないものがスクリーンの手前にある場合に適するが、前景の一部や全部に炎などの発光体やガラスや金属、白いシャツなどの反射輝度の高いものを使用するとその回りにグロウが生じるので、事実上そのような被写体には向かない。
リアプロジェクションと比べ、合成される映像がスクリーンを透過しないことから鮮明度が高く、合成結果が比較的自然に見えるというメリットがあるが、透明なガラス越しなどは投影する光が現実と違って二度通過するため、その部分が暗く写り、不自然になる傾向にある。
『スーパーマン』ではスーパーマンのコスチュームが青でブルーバックが使えないため、飛行シーンではフロントプロジェクションを応用した「ゾプティック（Zoptic）」と呼ばれる手法で撮影された。またフロントプロジェクションの背景に使用する素材を服に貼り付けることで、輝く衣服を表現している。